# Stazione di Woodgrange Park
La stazione di Woodgrange Park è una stazione della ferrovia Gospel Oak-Barking, situata nel quartiere di Manor Park, facente parte del borgo londinese di Newham.

## Storia
Il primo tracciato ferroviario sul sito della stazione fu posato nel 1854, come parte della London, Tilbury and Southend Railway (LT&SR), che andava dalla stazione di Barking a Forest Gate Junction. Nel 1894 fu aperta la Tottenham and Forest Gate Railway, una linea ferroviaria che andava da South Tottenham fino a Wanstead Park e che si collegava con il precedente tracciato per mezzo di uno scambio posto immediatamente a nord del sito della stazione. Woodgrange Park fu aperta il 9 luglio 1894. Una breve diramazione per East Ham fu aperta nel 1894 e chiuse nel 1958.
La stazione era stata costruita dalla LT&SR e aveva uno stile diverso da quello delle altre stazioni della Tottenham and Forest Gate Railway, con lunghe tettoie piatte. Le strutture sulle piattaforme furono demolite negli anni settanta, ma il muro posteriore sulla piattaforma in direzione est è sopravvissuto. Una nuova biglietteria fu costruita all'ingresso occidentale, ma dopo che la stazione divenne non presidiata da personale di servizio fu anch'essa demolita negli anni novanta. Il deposito merci, aperto verso la fine del 1894, chiuse il 7 dicembre 1964 e sull'area sorge ora un complesso residenziale.
A differenza del resto della ferrovia Gospel Oak-Barking, la sezione di binario che passa per la stazione è stata elettrificata fin dal 1962, nell'ambito dei lavori di modernizzazione della LT&SR, dato che viene utilizzata per alcuni servizi della compagnia c2c (che non fermano a Woodgrange Park) e per treni merci.
Woodgrange Park è passata sotto il controllo della London Overground, insieme al resto della ferrovia Gospel Oak-Barking, nel novembre 2007.
Dal 6 giugno 2016 al 27 febbraio 2017 la linea è rimasta chiusa nel tratto a est di South Tottenham, inclusa la stazione di Woodgrange Park, per i lavori di elettrificazione della linea. È stato fornito un servizio temporaneo di autobus sostitutivi per la durata dei lavori.

## Strutture e impianti
La stazione ha due piattaforme, una per i treni in direzione ovest verso Gospel Oak e una per i treni in direzione est verso Barking. Non c'è una biglietteria, ma solo macchine emettitrici automatiche. La stazione dispone di personale in servizio durante le ore di funzionamento e di connessione Wi-Fi. Le piattaforme non sono accessibili a passeggeri con disabilità.
La stazione si trova al confine tra la Travelcard Zone 3 e la Travelcard Zone 4.

## Movimento
La stazione è servita dalla linea Suffragette della London Overground, erogata da Arriva Rail London per conto di Transport for London.

## Interscambi
La stazione consente l'interscambio (out-of-station interchange) con la stazione di Manor Park, servita dai servizi dell'Elizabeth Line. La distanza tra le due stazioni è di 480 metri.
Nelle vicinanze della stazione effettuano fermata alcune linee automobilistiche, gestite da London Buses.
- Stazione ferroviaria (Manor Park, Elizabeth Line)
- Fermata autobus

## Galleria d'immagini

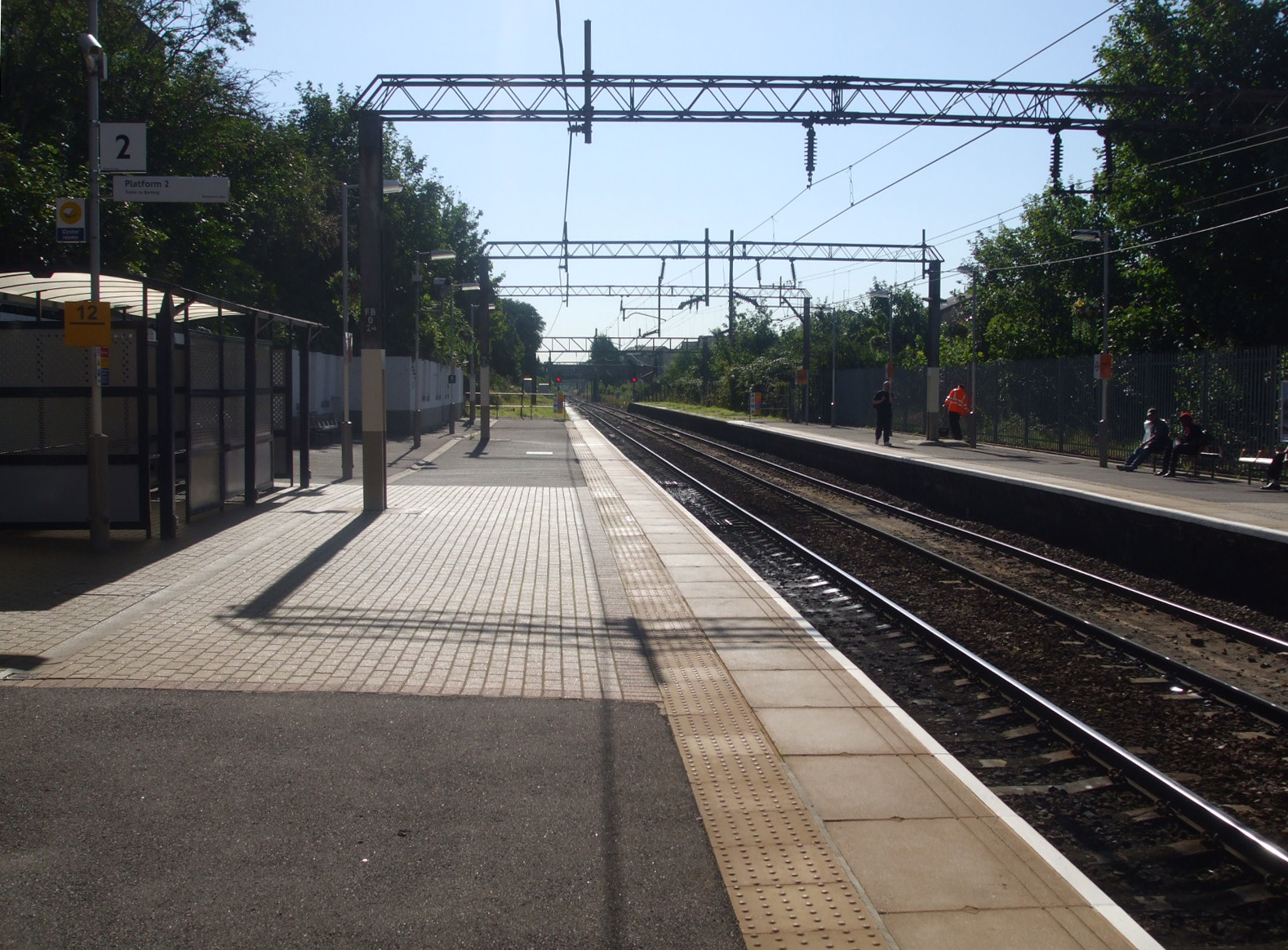
Piattaforme in direzione est
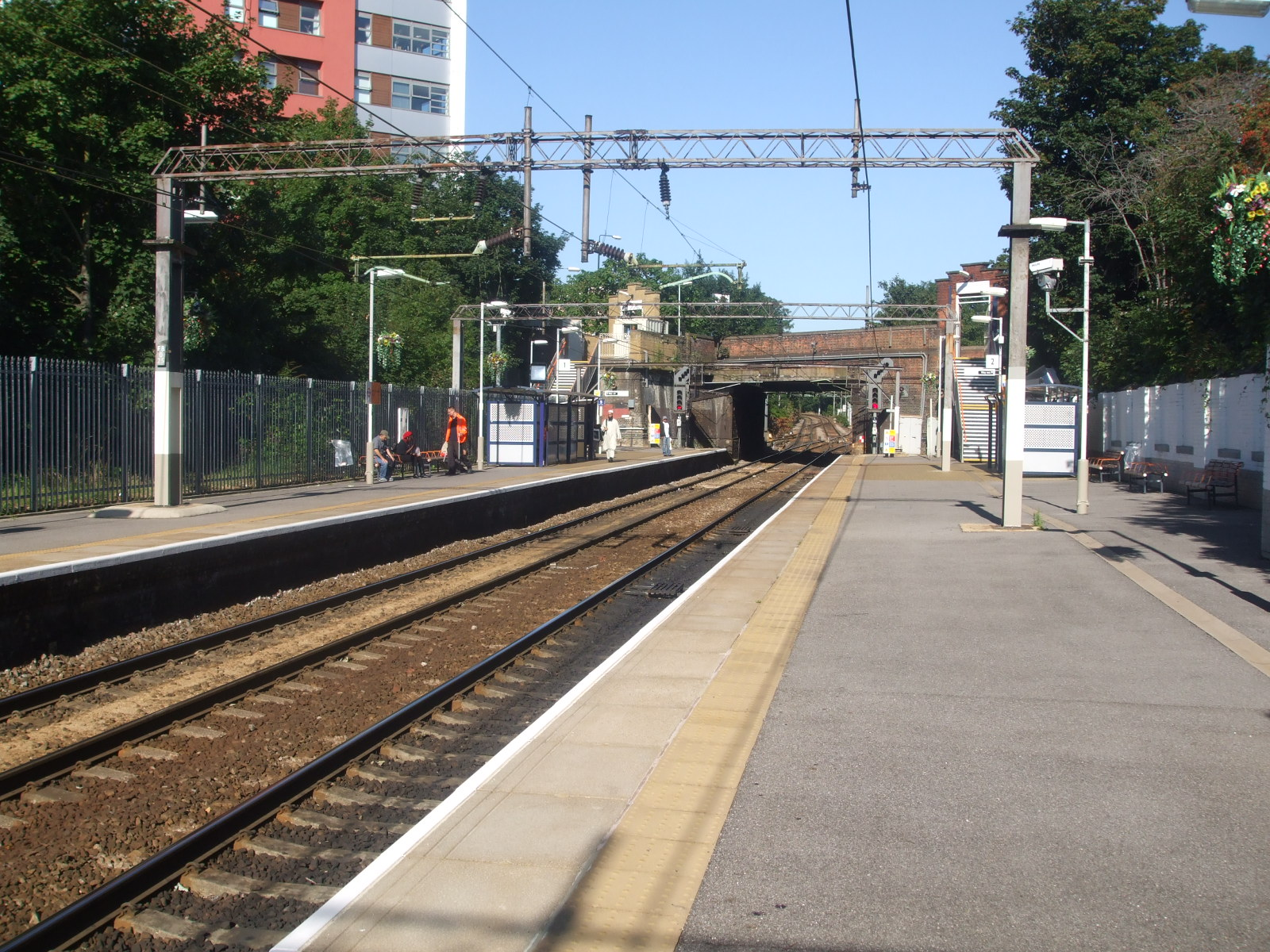
Piattaforme in direzione ovest
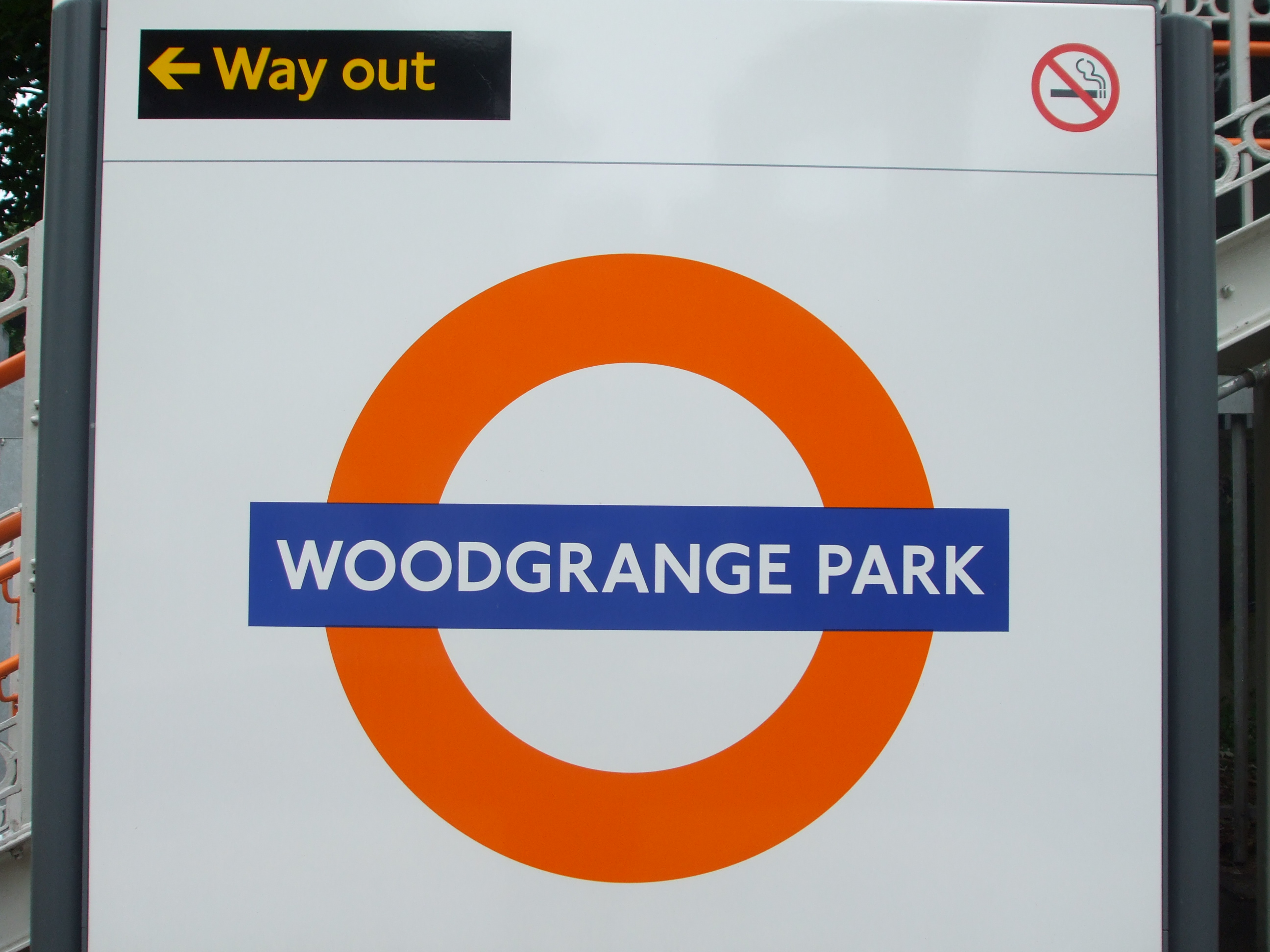
Roundel sulla piattaforma della stazione